# Tubulodon
Tubulodon és un gènere extint de mamífers paleanodonts que visqueren durant l'Eocè a Nord-amèrica. Se'l coneix a partir de fòssils trobats a Califòrnia i Wyoming (Estats Units). En un primer moment, Jepsen relacionà aquest gènere amb el porc formiguer. De vegades, les espècies pearcei i woodi es classifiquen en un gènere a part, Pentapassalus.